# Péterfy Bori & Love Band (album)
A Péterfy Bori & Love Band a Péterfy Bori & Love Band együttes első lemeze, mely 2007-ben jelent meg. A 2008-as Fonogram-díjkiosztón az év hazai pop albuma kategóriában kaptak jelölést ezért az albumukért. Az album 2010-ben elérte a platinalemez státuszt.
A debütáló lemez a rajongók között hamar elterjedt "Fák, denevérek, piócák" címet kapta, azonban az együttes részéről névtelen maradt az album.

## Az album dalai
|     | Cím                                    | Szerző(k)                          | Hossz |
| --- | -------------------------------------- | ---------------------------------- | ----- |
| 1.  | Hajolj bele a hajamba                  | Tövisházi Ambrus, Tariska Szabolcs | 2:47  |
| 2.  | Vámpír                                 | Tövisházi, Péterfy Bori            | 3:20  |
| 3.  | Ópium                                  | Tövisházi, Tariska                 | 3:34  |
| 4.  | Hello modern dizájn                    | Tövisházi, Lovasi András           | 3:42  |
| 5.  | Hideg láng                             | Tövisházi, Tariska                 | 2:49  |
| 6.  | Csobogás                               | Tövisházi, Lovasi                  | 3:34  |
| 7.  | Délelőttök a kádban (Lovasi Andrással) | Tövisházi, Tariska                 | 3:27  |
| 8.  | Klímamenekült                          | Tövisházi, Tariska                 | 2:31  |
| 9.  | Szüret                                 | Tövisházi, Lovasi                  | 3:49  |
| 10. | A pénz miatt                           | Lovasi                             | 4:44  |
| 11. | Katapult                               | Maráczy Péter, Tariska             | 3:59  |

## Külső hivatkozások
- zene.hu